# Tõnis Mägi
Tõnis Mägi (Tallin, Estonia, 18 de noviembre de 1948) es un cantante, guitarrista, compositor y actor estonio. Es una de las figuras más influyentes y destacadas del rock estonio de las últimas cuatro décadas. En tiempos más recientes, ha sido conocido por su activismo político en apoyo al Partido Popular Conservador de Estonia, de orientación nacional-conservadora y populista de derecha, así como por su postura escéptica frente a las vacunas.

## Biografía
Creció en una familia musical y desde temprana edad mostró interés por la música. Mientras estudiaba en la Escuela Secundaria Nº 22 de Tallin (actual Gimnasio Jakob Westholm), comenzó a presentarse como solista del coro en los primeros cursos. Tras aprender a tocar la guitarra, inició su carrera como músico como guitarrista en las bandas escolares Juuniorid (1965) y Rütmikud (1966). Después de cumplir con el servicio militar obligatorio en el Ejército Soviético, se convirtió en vocalista del grupo Baltika. Más adelante, cantó en las bandas Kärjed, Laine, Muusik Seif, 777 y Ultima Thule.

## Carrera
En las décadas de 1970 y 1980, Mägi alcanzó popularidad no solo en Estonia, sino en toda la Unión Soviética. Una de sus canciones más conocidas, «Olimpiada-80» —en ruso: «Олимпиада-80»—, se convirtió en un símbolo de los Juegos Olímpicos de Moscú de 1980. En 1987 ofreció su último concierto en Rusia, tras lo cual regresó a Estonia y se centró en la Revolución Cantada. Entre otras canciones patrióticas de la época, su tema «Amanecer» —en estonio: «Koit»— se transformó en un símbolo de libertad.
Desde 1996 trabaja en el teatro Vanemuine de Tartu.

## Política

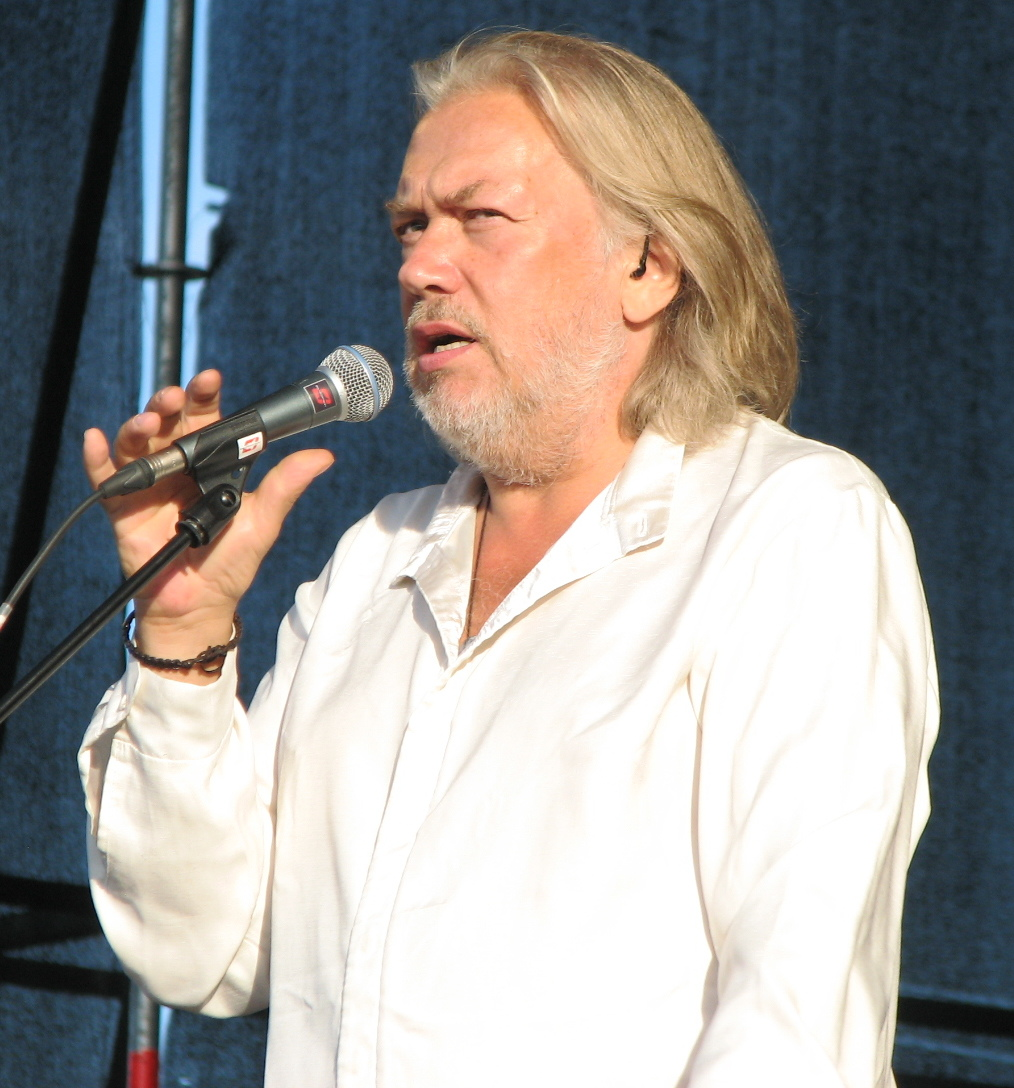
Mägi en 2011.

En enero de 2007, Mägi se unió al partido político Verdes de Estonia. Se presentó como candidato en las elecciones parlamentarias de ese mismo año y recibió 1215 votos.
Desde entonces, Tõnis Mägi ha manifestado escepticismo hacia la Unión Europea y sus interpretaciones sobre lo que es permisible. También ha expresado su apoyo al Partido Popular Conservador de Estonia, de corte nacional-conservador y populista de derecha.
Ha participado en conciertos organizados por la formación juvenil conservadora Despertar Azul, vinculada al Partido Popular Conservador de Estonia, en el marco de la marcha de antorchas por el Día de la Independencia. Asimismo, llamó a votar por Henn Põlluaas, miembro del mismo partido, en las elecciones presidenciales de 2021.
El 22 de abril de 2017, Tõnis Mägi se pronunció en contra del proyecto ferroviario Rail Baltic, que busca conectar a los Estados bálticos con el sistema ferroviario europeo.
El 23 de octubre de 2021, Mägi actuó en la Plaza de la Libertad en Tallin durante una manifestación contra las medidas por la pandemia de COVID-19. En una transmisión previa, llamó a participar en dicha protesta, citando un poema de Leelo Tungal, algo que la propia autora desaprobó. También ha sido criticado por sus declaraciones escépticas respecto a las vacunas. Tõnis Mägi tenía previsto asistir a la manifestación de primavera, pero finalmente no pudo hacerlo.